# Josep Bosch i Serrahima
Josep Bosch i Serrahima   () fou un empresari i polític català.

## Biografia
Era fill de Prim Bosch-Labrús i Blat, empresari tèxtil i propietari dels magatzems El Águila i regidor de l'ajuntament de Barcelona. Fou diputat suplent pel districte de la vila de Gràcia a les eleccions generals espanyoles de 1886, però finalment accedí a l'escó en 1887 per la renúncia del titular Francesc de Paula de Borbó i Castellví. A les eleccions generals espanyoles de 1891 fou derrotat pel candidat republicà Nicolás Salmerón.